# Рожок, Владимир Иванович
Влади́мир Ива́нович Рожо́к (25 августа 1946, Хорошее Озеро, Черниговская область — 2 ноября 2020) — ректор Национальной музыкальной академии Украины имени П. И. Чайковского (2004—2018)), украинский хоровой дирижёр, научный работник, музыкально-общественный деятель, педагог. Народный артист Украины (2008). Академик Национальной академии искусств Украины (2017).

## Биография
Родился 25 августа 1946 года в селе Хорошее Озеро Нежинского района Черниговской области. Мать была солисткой церковного хора. В 1969 году окончил Харьковский государственный институт культуры, после чего поступил в Харьковский государственный институт искусств им. И. Котляревского, окончив его в 1974 году. В 1979 году окончил аспирантуру Института искусствоведения, фольклора и этнографии им. М. Т. Рыльского НАН Украины. Весной 1981 года назначен заместителем директора по творческим вопросам Национальной оперы Украины имени Т. Г. Шевченко, единомышленник Стефана Турчака.
С 1991 года — начальник управления искусств, замначальника Главка Министерства культуры Украины, в 1994 году возглавил отдел культуры в администрации Президента Украины, с февраля 1997 года был заместителем Министра культуры и искусств Украины. Находился на дипломатической службе в Посольстве Украины в Российской Федерации.
В 2004—2018 — ректор Национальной музыкальной академии Украины имени П. И. Чайковского.
Член Партии регионов. На выборах в Верховную Раду Украины в 2012 году баллотировался по списку этой партии под № 176. Задекларированный доход за 2011 год — 630 247 гривен.
Умер на 75-м году жизни 2 ноября 2020 года от коронавирусной болезни. Похоронен на Байковом кладбище (участок № 33).

## Деятельность
Кандидат искусствоведения (1984), доктор искусствоведения (январь 1997; диссертация посвящена актуальным проблемам украинского дирижерского творчества и многогранном искусству С. Турчака). Автор монографий «Стефан Турчак», «Солнечный маэстро» и «Музыка и современность», десятков научных работ по вопросам эволюции украинского музыкального и театрального искусства.
Инициатор и организатор Национального конкурса молодых дирижеров имени Стефана Турчака. Возглавлял оргкомитеты ряда конкурсов и фестивалей (в том числе Международного конкурса балета имени Сержа Лифаря).
Владимир Рожок — опытный дирижёр-хормейстер (сотрудничал с К. Пендерецким, В. Спиваковым и Б. Которовичем), был художественным руководителем хора мальчиков Киевской средней специальной школы-интерната имени М. В. Лысенко.

## Семья
Был женат (с женой познакомился в Харьковской государственной консерватории, женился 7 апреля 1973 года), два сына: старший сын Олег — дирижёр-концертмейстер, закончил десятилетку, консерваторию, аспирантуру и работает на преподавательском поприще. Младший сын тоже закончил десятилетку, музыкально-хоровой отдел, консерваторию, аспирантуру, работает в филармонии.

## Награды и звания
- Орден князя Ярослава Мудрого V степени (18 августа 2006 года) — за значительный личный вклад в социально-экономическое, культурное развитие Украинского государства, весомые трудовые достижения и по случаю 15-й годовщины независимости Украины[9]
- Орден «За заслуги» III степени (5 ноября 2013 года) — за весомый личный вклад в развитие национальной культуры, сохранение традиций отечественного музыкального искусства, многолетнюю плодотворную творческую деятельность и по случаю 100-летия основания Национальной музыкальной академии Украины имени П. И. Чайковского[10]
- Орден Дружбы (20 апреля 2007 года, Россия) — за большой вклад в развитие и укрепление российско-украинских культурных связей[11]
- Народный артист Украины (3 декабря 2008 года) — за значительный личный вклад в развитие украинской культуры и музыкального искусства, весомые творческие достижения и высокое профессиональное мастерство[12]
- Заслуженный деятель искусств Украины (23 июля 1998 года) — за весомый личный вклад в развитие культуры и искусства Украины, высокие творческие достижения[13]
- Почётная грамота Верховной Рады Украины (2006 год)
- Член Национального всеукраинского музыкального союза

## Монографии
- Стефан Турчак: (Диригент. Митець. Громадянин). — Х.,1994. — 205 с.
- Музика і сучасність: Монографічні дослідження. Науково-популярні, критичні та публіцистичні твори. — К.: Книга пам’яті України, 2003. — 219 с.
- Сонячний маестро: Монографія. — К.: Автограф, 2006. — 246 с.: іл..